# الرابطة البرلمانية 2017–18
الرابطة البرلمانية 2017–18 (بالإنجليزية: 2017–18 Isthmian League)‏ هو موسم من دوري إسثميان، وهو دوري للأندية شبه المحترفة في إنجلترا، كان عدد الأندية المشاركة فيه 63، وفاز فيه بيليريكاي تاون.